# Kuvera longipennis
Kuvera longipennis är en insektsart som beskrevs av Matsumura 1914. Kuvera longipennis ingår i släktet Kuvera och familjen kilstritar. Inga underarter finns listade i Catalogue of Life.